# Лонгирбюен
Лонгирбюен (на норвежки: Longyearbyen [ˈlɔŋjiːrbyːən], Лонгьирбюен – Град на Лонгир), с име Лонгиър Сити (на английски: Longyear City) до 1926 г., съкращавано до Лонгир, е най-голямото селище в архипелага Шпицберген и административен център на Свалбард.
Намира се на остров Западен Шпицберген, най-големия остров в Свалбард, в южната част на фиорда Адвенфьоден, който се свързва в долината Адвен по суша. Администрацията на губернатора на Свалбард се намира в Лонгирбюен.
Лонгирбюен има близо 2060 жители (към края на 2007). Той е сред най-северните градове на света и най-северният с население над 1000 души.

## История

### Договор за Шпицберген
Свалбард е открит през 1596 г. от холандския моряк Вилем Баренц. През 17 век много хора от различни националности използвали земите на архипелага за различни дейности, например лов, изследване, миньорство и туризъм. През първата половина на века правото за лов на китове в свалбардски води е предмет на спор между няколко европейски държави, а конфликтът бил съпътстван с кръвопролития. Дания-Норвегия и Англия оспорват принадлежността на региона, но нито един от двата народа не го заселил за постоянно и той останал ничия земя.
В началото на XX век развитието на минната индустрия се нуждае от промяна: важно е да се установи принадлежност над островите и техните минерални запаси, което довежда до конфликти за принадлежността на поселенията там, които дотогава са притежание на работещите в архипелага миньорски компании. След Версайския договор, завършил Първата световна война, се постига споразумение, потвърдено с Шпицбергенския договор, подписан на 9 февруари 1920 г. Той прави Свалбард част от Норвежкото кралство, но жителите му от други националности са равноправни с норвежците. В резултат днес Свалбард е многонационален.

### Американски период
Най-голямата от общините в Свалбард е норвежката Лонгир.
През лятото на 1900 г. бизнесмен от Тронхайм основава „Kulkompagniet Trondhjem-Spitsbergen“ („Въглищна компания Тронхайм-Шпицберген“) и взема въглищните мини в района. Компанията търси чуждестранни купувачи и през 1905 г. се споразумява с 2 американски бизнесмени – Джон Мънроу Лонгиър и Фредерик Айър]. Те създават „The Arctic Coal Company“, ACC („Арктическата въглищна компания“) със седалище в Бостън. Градът е наречен Лонгиър Сити (Longyear City) подобно на реката Лонгиър / Лонгир, в чиято долина е разположен. През 1926 г. е преименуван на норвежки Лонгирбюен (Longyearbyen – Град на Лонгир, т.к. byen означава град).
През 1906 – 1915 г. (периода, през който ACC използва мините около Лонгиър) е наречен Американски период. В мините на Лонгир ежегодно работят 2000 хиляди миньори. Повечето от тях са от Норвегия или Швеция, докато ръководителите са британци или американци. През този период има прояви на несъгласие и дори бунтове. Условията за живот на миньорите са примитивни: те са разпределени в големи бараки по 32-ма или 64-ма души, в стаи по 4-ма. Хигиената и храната са бедни поради ограничените запаси. Работниците трябва да издържат на мизерните условия, а в мините те не са по-различни.

### Норвежки период
През 1916 г. ACC продават американските права в региона на норвежката компания „Det Norske Spitsbergensyndikat“ (Норвежки шпицбергенски синдикат). Синдикатът също изкупува и въглищните мини в Грьонфьоден. През ноември същата година е създадена „Store Norske Spitsbergen Kullkompani“ (SNSK). През зимата на 1917 – 1918 загиват 180 мъже, 34 жени и деца. До 1920 г. броят се разраства до 289 души, от които 37 жени и деца.
Свалбардският договор предава Свалбард във властта на Норвегия. Лонгиър Сити става централен град на SNSK.

### Втора световна война
По времето на Втората световна война германски и норвежки войници са изпратени в Свалбард. Там има малко военни действия, задача на войниците е главно събиране на информация за времето, която се ползва за операции далеч на юг. Британски конвои (наричани също Мурмански и Арктически конвои) плават от Великобритания до Съветския съюз с провизии, пресичащи норвежки и свалбардски води, което (заедно с големите находища на въглища) прави Свалбард стратегическа военна позиция.
През есента на 1941 г., когато германците създават първите метеорологични станции, по решение на норвежката съпротива и Съюзниците цялото население на Свалбард е евакуирано. През 1942 г. малка съюзническа армада пристига на архипелага с кораби, акостира в Исбьорн и Селис, надявайки се да удържи позиция в Исфьор. Корабите са атакувани и потопени от германците при Грьонфьоден, а оцелелите са отведени в Баренцбург. Германците изпращат корабите „Тирпиц“ и „Шарнхорст“ в Свалбард през 1943 г. Екипажите на тези кораби подпалват Баренцбург, Грумант и Лонгирбюен. По-късно германска подводница разрушава Свеагрюва и повечето къщи в района на Ван Миенфьоден.

### Следвоенно развитие
Чак през 1960-те години започва да се мисли за нормализация на обстановката и за модернизация на града. Модернизирането се извършва с бързи темпове през 1970-те години, когато норвежките власти дават силен тласък на администрацията на архипелага. Целта е, както и в другите градове в Свалбард, в Лонгирбюен да се създаде активна общност.
Създаването на летище през 1975 г. слага край на изолацията през зимните месеци. През 1976 г. норвежкото правителство силно намалява правата на SNSK над добива на залежите в района на града. До началото на 1990-те години добивът на въглища е основният поминък на жителите на Свалбард и дневният им цикъл се върти около него.
Днес градът предлага голямо разнообразие от дейности и спортни съоръжения: има плувна зала, стена за катерене, голяма спортна зала, бакалница, 3 бара, 3 хотела, църква, няколко туристически магазина, кино в неделя, нощен клуб и игрище за скуош. Там е седалището на Свалбардския университет, който представя 4 норвежки университета и дава университетско образование в областта на полярното обучение.

## География
В края на 2007 г. Лонгирбюен се населява от около 2060 души. Около 15% от населението му не са норвежци, като най-добре представените чужденци са тайландци, шведи, руси и украинци.
Град Лонгирбюен е разположен в долината на едноименната река Лонгир. Поради своето положение в Полярния кръг в града се наблюдава полярна нощ между 14 ноември и 29 януари и полярен ден между 19 април и 23 август; по други данни от 20 април до 22 август Слънцето не залязва, а от 25 октомври до 16 февруари не изгрява.
Лонгирбюен има арктически тундров климат. Той е сравнително студен със средна най-висока температура от 7 °C през юли и средна най-ниска температура -21 °C през февруари.
| Климатични данни за Лонгирбюен              | Климатични данни за Лонгирбюен | Климатични данни за Лонгирбюен | Климатични данни за Лонгирбюен | Климатични данни за Лонгирбюен | Климатични данни за Лонгирбюен | Климатични данни за Лонгирбюен | Климатични данни за Лонгирбюен | Климатични данни за Лонгирбюен | Климатични данни за Лонгирбюен | Климатични данни за Лонгирбюен | Климатични данни за Лонгирбюен | Климатични данни за Лонгирбюен | Климатични данни за Лонгирбюен |
| Месеци                                      | яну.                           | фев.                           | март                           | апр.                           | май                            | юни                            | юли                            | авг.                           | сеп.                           | окт.                           | ное.                           | дек.                           | Годишно                        |
| Средни максимални температури (°C)          | −13                            | −13                            | −13                            | −9                             | −3                             | 3,0                            | 7,0                            | 6,0                            | 1,0                            | −4                             | −8                             | −11                            |                                |
| Средни минимални температури (°C)           | −20                            | −21                            | −20                            | −16                            | −7                             | −1                             | 3,0                            | 2,0                            | −3                             | −9                             | −14                            | −18                            |                                |
| Средни месечни валежи (mm)                  | 22,0                           | 28,0                           | 29,0                           | 16,0                           | 13,0                           | 18,0                           | 24,0                           | 30,0                           | 25,0                           | 19,0                           | 22,0                           | 25,0                           |                                |
| ------------------------------------------- | ------------------------------ | ------------------------------ | ------------------------------ | ------------------------------ | ------------------------------ | ------------------------------ | ------------------------------ | ------------------------------ | ------------------------------ | ------------------------------ | ------------------------------ | ------------------------------ | ------------------------------ |
| Източник: Longyearbyen Climate Guide (2009) |                                |                                |                                |                                |                                |                                |                                |                                |                                |                                |                                |                                |                                |

През 1930-те години е открито, че телата, погребани в гробищния парк на града, не са се разложили, тъй като вечно замръзналата почва ги е запазила. Хора рядко са погребвани там, тъй като умиращите се откарват до друга част на Норвегия, където да бъдат лекувани и погребани, ако умрат.

## Лонгирбюен днес

### Икономика
Добивната промишленост играе важна роля в града. Норвежката минна компания „Store Norske Spitsbergen Kulkompani“ притежава 2 мини в района („Лонгиър 7“ и „Свеа“) и е работодател за почти половината от жителите на града.
По-голямата част от туристите в Лонгирбюен пристигат през пролетта и лятото. Градът е много посещаван през пролетта, тъй като остров Западен Шпицберген е сред малкото места в Норвегия, където може да се кара снегоход на открито без специално разрешение. Строгите екологични закони обаче ограничават достъпа до целия остров.
Лонгирбюен е най-северното лесно достижимо селище, със своето летище Свалбард, предлагащо редовни полети до Тромсьо и Осло. През 2007 г. летището е обслужило 120 000 пасажери. Също така Лонгирбюен е най-северното селище с население над 1000 души. В града се намират много най-северни неща: най-северните църква, университетски кампус, Ротари клуб, банка, банкомат, болница, детска градина, обществена библиотека, нощен клуб, пъб, училище, супермаркет, туристически информационен център, постоянно летище с редовни полети, автогара, пристанище, такси стоянка, галерия, кино, стена за катерене, игрище за скуош, плувна зала и закрито стрелбище.

### Наука
През 1993 г. е открит Свалбардският университет (UNIS), който е обединение от 4 норвежки университета. В него се преподават геофизика, арктическа биология, геология и арктическа технология. Предлага степените бакалавър, магистър и доктор. Преподаватели в университета са 20 постоянни професори, 21 доценти и 120 гостуващи лектори. Официалният работен език е английският, а 350-те студенти от целия свят вземат поне по 1 курс годишно. Учещите се са 50% норвежци и 50% чужденци. Университетът няма такси за обучение, а почти всичките му възпитаници живеят в 6 ремонтирани миньорски бараки в Нюбюен.
Изследванията включват йоносферични и магнитосферични съоръжения към радара „EISCAT“, Лабораторията „Аврора“ и магнитометър към веригата „IMAGE“.
Международното семехранилище, наричано и „Семехранилището на Страшния съд“, съхранява милиони екземпляри от семена на разни житни култури. Намира се близо до Лонгирбюен. Администрирано е от Световния тръст за разнообразие на житните култури. Създадено е да запази семената от природни и човешки катастрофи, като глобално затопляне, наводнения, пожари и ядрена война. Мястото е избрано заради неговото уединение и ниската температура на вечната замръзналост.

### Вестници
В града се издава ежеседмичният местен вестник „Svalbardposten“ след ноември 1948 г. През 2004 г. вестникът се чете от 3271 души, повече от цялото население на архипелага Шпицберген.